# 미나모토노 요시이에
미나모토노 요시이에(일본어: 源義家, 1039년 ~ 1106년 8월 4일)는 헤이안 시대 후기의 무장이다. 이요노카미 미나모토노 요리요시(伊予守頼義)의 장남이며 통칭은 하치만타로(八幡太郎)이다. 보통 하치만타로 요시이에(八幡太郎義家)로 많이 불린다. 가마쿠라 막부를 세운 미나모토노 요리토모와 무로마치 막부를 세운 아시카가 다카우지의 같은 조상이기도 하다.

## 생애

### 출생과 사망 시기에 대해
미나모토노 요시이에의 태어난 해와 사망한 해에 대해서는 여러 설이 있는데, 68세로 사망하였다는 사료가 많고, 사망한 해는 사료로써 신빙성이 가장 높은 『주우기』(中右記)의 가조(嘉承) 원년(1106년) 7월 15일조로 역산하면 조랴쿠(長暦) 3년(1039년)에 태어났다는 설이 유력하다.
미나모토노 요리요시의 맏아들로써 가와치 겐지(河内源氏)의 본거지인 가와치 국(河内国) 이시카와 군(石川郡)의 쓰바이(壺井)에 위치한 고로봉(香炉峰) 저택에서 태어났다. 어렸을 때의 이름은 후도마루(不動丸) 또는 겐타마루(源太丸)였다. 일곱 살 되던 봄에 야마시로 국(山城国) 이와시미즈 하치만구(石清水八幡宮)에서 원복을 치르고 나서는 하치만타로(八幡太郎)라 칭하였다.

### 전9년의 역에서 시모쓰케노카미(下野守)까지
진주후쇼군(鎮守府将軍)、무쓰노카미(陸奥守)로 임명된 아버지 요리요시가 당시 무쓰국의 대호족 아베 씨(安倍氏)와 벌인 전쟁인 전9년의 역(前九年の役)에서 요시이에는 겐지측이 수백 명의 전사자를 내고 대패했던 덴기(天喜) 5년(1057년) 11월의 기노미 전투(黄海の戦い)를 겪었다. 그 뒤 데와국(出羽国)의 호족 기요하라 씨(清原氏)의 응원을 얻어 요리요시는 아베 씨를 멸하였다.
그러나 『오슈고산넨기』(奥州後三年記, 『속군서유종』続群書類従 수록)에는 기요하라노 다케히라(清原武衡)의 유모의 아들인 치토(千任)의 입을 빌어 「네 아비 요리요시가 사다토(貞任)、무네토(宗任)를 치지 못하고 묘부(名簿)를 바쳐가며 돌아가신 세이 쇼군(清将軍, 진주후쇼군 기요하라노 다케노리清原武則)를 향해 애걸하였고 그 힘을 빌어 겨우 사다토를 칠 수 있었다」라고 말해 격노하였다는 기술이 있는데, 「묘부」(名簿)를 바쳤다는 것은 신하의 예를 취하였다는 말이나 다름없으며, 요리요시가 기요하라 가문에 저자세를 취해가며 아베 씨와의 전투에 겐지의 아군으로써 참전을 부탁하였다고 판단된다. 고헤이(康平) 6년(1063년) 2월 25일에 요시이에는 종5위하 데와노카미(出羽守)로 서임되었다.
그러나 데와 국은 기요하라 씨의 본거지였고, 기요하라노 다케노리에게는 전9년의 역에서 저자세로 나섰던 일도 있으니만큼 수령으로써의 임국 경영은 생각만큼 잘 되지 않았던지 『조야군재』(朝野群載)에는 이듬해인 고헤이(康平) 7년(1064년)에 조정에 엣추노카미(越中守) 전임을 요청하였다는 기술이 있다(다만 그것이 승인되었는지는 확실하지 않다). 이 해에 요시이에는 수도에 머무르며 미노국(美濃国)에서 미노 겐지(美濃源氏)의 시조 미나모토노 구니후사(源国房)와 싸웠다.
엔큐(延久) 2년(1070년)에 요시이에는 시모쓰케노카미(下野守)가 되어 무쓰에서 관인과 국고 열쇠를 훔친 후지와라노 모토미치(藤原基通) 체포에 나섰다는 것이 『부상략기』(扶桑略記) 8월 1일조에 보인다. 당시의 무쓰노카미는 야마토 겐지(大和源氏)의 미나모토노 요리토시(源頼俊)로, 즉위한 지 얼마 되지 않은 고산조 천황(後三条天皇)이 요리토시 등에게 북부 무쓰 지역의 정복을 명했고(엔규 에미시 합전延久蝦夷合戦) 전투 자체는 성공하였으나 이 후지와라노 모토미치 문제 때문인지 요리토시에게는 어떤 은상도 없었고, 이후의 수령 임관 기록도 보이지 않는다.

### 시라카와 천황의 측근으로써
쇼랴쿠(承暦) 3년(1079년) 8월에 미노에서 미나모토노 구니후사와 투란을 일으킨 우효에노이(右兵衛尉) ・ 미나모토노 시게무네(源重宗)를 관의 명으로 추토하였다.
에이호(永保) 원년(1081년) 9월 14일에 게비이시(検非違使)와 함께 온조지(園城寺)의 악승(悪僧, 승병)을 추포하였다(『부상략기』) 10월 14일에는 시라카와 천황(白河天皇)의 이와시미즈 하치만구 행차에 즈음해 온조지 악승들의 습격에 대비해 동생 요시쓰나(義綱)와 둘이서 각기 노토(郎党)를 거느리고 호위하였는데, 이때 본관(本官, 관직)이 없었기에 간파쿠(関白) ・ 후지와라노 모로자네(藤原師実)의 전구(前駆)라는 명목으로 호위에 임했다. 나아가 돌아올 때는 밤이 늦어 쇼쿠타이(束帯) 대신 비상시에 전투에 나설 수 있는 포의(布衣, 평상복常服)로 갈아입고 활과 화살을 차고 시라카와 천황의 어가 옆에서 경호하였다. 12월 4일 시라카와 천황의 가스가 대사(春日社) 행차에서는 요시이에는 갑주를 갖추고 활과 화살을 차고 100명의 쓰와모노(兵)를 거느리고 시라카와 천황을 경호한다.
이와시미즈 하치만구 행차 때에 요시이에가 포의 차림으로 어가를 호위한 것에 대해 후지와라노 다메후사(藤原為房)는 『위방경기』(為房卿記)에서 「포의의 무사가 봉련(鳳輦)을 호종한다는 것은 일찍이 들어본 적이 없는 일이다.」라고 기술하며 놀라움을 드러냈지만, 두 달 뒤인 가스가 대사 행차에 즈음해서는 『수좌기』(水左記) 등에서 「요즘 일들」 정도로 기술할 정도로 구교들의 인식이 바뀌어 있었다. 관직도 없이 천황을 경호하는 것이 보통 일처럼 생각되게 된 것이다. 훗날 인세이 시기 인(院)의 무력이었던 「북면무사」(北面武士)의 시원이 된 사건이라고도 할 수 있다. 이 무렵부터 요시이에 ・ 요시쓰나 형제는 시라카와 천황의 근시(近侍)를 맡고 있었다.

### 후3년의 역
에이호(永保) 3년(1083년)에 무쓰노카미가 되어 기요하라 씨의 내분에 개입해 후3년의 역이 시작된다. 다만 이 전투는 조정의 추토관부(追討官符)에 의한 공전(公戦)이 아니었고, 조정은 간지(寛治) 원년(1087년) 7월 9일에 관리를 보내 「오슈 합전 정지」를 명할 것을 결정하는가 하면 『고니조모로미치키』(後二条師通記)에서는 이 전투를 「요시이에 합전」(義家合戦)이라고 써서 요시이에 개인의 사전(私戦)임을 명기하였다.
후3년의 역에서 동원된 쓰와모노(兵) 병력은 이시이 스스무(石井進)의 국아군제(国衙軍制) 개념에 따라 분류할 때 고쿠슈(国守)군의 「다테노 모노도모」(館の者共) 즉 수령의 사적인 노토로써 동원된 기나이(近畿) ~ 미노(美濃) 및 사가미(相模) 지역 무사들과 기요하라 씨 세력 외에 무쓰 남부의 「고쿠노 쓰와모노」(国の兵共)들이었다. 「지방 호족군」으로써 무쓰 오쿠 6군(奥六郡)의 남부 3개 군의 중심지였던 기요하라노 기요히라(淸原清衡)의 군과, 데와의 기미코노 히데타케(吉彦秀武)의 군사력이었던 것으로 생각된다.
최종 국면에서 주요한 작전은 데와 기요하라 씨의 호족 기미코노 히데타케(吉彦秀武)로부터 나왔던 점, 나아가 전9년의 역의 사례를 감안할 때 후3년의 역 당시 겐지측 최대 병력은 히데다케의 군이었고 그 다음이 기요히라의 군이었으며, 요시이에 자신이 거느린 고쿠슈 군사력은 무쓰 남부의 「고쿠노 쓰와모노」를 더해도 그보다 많지 않았을 것이라 생각되고 있다.
간지 원년 11월에 요시이에는 데와의 가나자와 요새(金沢柵)에서 기요하라노 다케히라(清原武衡) ・ 기요하라노 이에히라(清原家衡)를 부수고 12월 이를 보고하는 「국해」(国解)에서 「저의 힘을 가지고 우연히도 이리 평온하게 되었습니다. 어서 추토의 관부를 주시옵소서」라고 말미에 붙인 추토관부를 요청하였으나 조정은 이를 듣지 않았고, 오히려 「사전」으로 간주되어 은상도 없었으며, 나아가 간지 2년(1088년) 정월에는 요시이에를 무쓰노카미에서 파면하였다.
무엇보다도 무쓰 국의 쓰와모노(兵)를 동원한 전투였기에 요시이에 자신이 국해에서 「정사(政事)를 제쳐두고 오로지 쓰와모노(兵)를 거느리며」라고 적고 있듯이, 이 기간 동안 무쓰 국에 정해진 할당량의 관물을 공납하는 것이 더뎌졌고, 그 뒤 몇 년이나 이를 재촉하였던 것이 『주우기』 에이초(永長) 원년(1096년) 12월 15일조와 2년(1097년) 2월 25일조 등 당시의 기록에 남아 있다. 당시의 법 제도에서는 정해진 관물을 거두고 수령공과정(受領功過定)에 합격하지 못하면 새로운 관직에 나아갈 수 없었기에 요시이에는 관위도 그대로 유지되었다.

### 요시쓰나의 대두
간지 5년(1091년) 6월 요시이에의 노토 후지와라노 사네키요(藤原実清)와 요시쓰나의 노토 후지와라노 노리키요(藤原則清)가 가와치에 위치한 영지의 소유권을 놓고 분쟁을 벌였고, 요시이에 ・ 요시쓰나 형제의 병력이 충돌하는 사건이 발생하였다.
요시쓰나는 같은 해 정월에 후지와라노 모로미치(藤原師実)가 절회(節会)에 참내할 즈음에 행례(行列)의 전구(前駆)를 맡은 것 외에 이듬해인 간지 6년(1092년) 2월에는 후지와라노 다다자네(藤原忠実)가 가스가 제사(春日祭使)가 되어 나라(奈良)로 가는 길의 경호를 맡았으며, 간지 7년(1093년) 12월 미나모토노 도시후사(源俊房)가 입궐할 때의 전구를 맡았다는 것이 구교의 일기에 보이며, 요시이에는 조지(長治) 원년(1104년)까지 어떠한 활동에 대한 기록이 없다.
간지 7년 10월 제목(除目)에서 요시쓰나는 무쓰노카미로 취임하였고, 이듬해 8년/가호(嘉保) 원년(1094년)에는 데와노카미를 습격한 재지 개척 영주 다이라노 모로타에(平師妙)를 노토를 시켜 추포하고 종4위상에 서임되어, 관위가 형과 같아졌다. 이듬해인 가호 2년(1095년) 정월 제목에서 요시쓰나는 미노노카미(美濃守)가 되었다. 이는 지방관으로써 무쓰노카미보다 격이 높은 지위였다.
그러나 미노 국에 위치한 히에이 산(比叡山) 소유의 장원과의 분쟁에서 승려가 사망하는 사건이 벌어져, 히에이 산은 요시쓰나의 유배를 요구하며 강소(強訴)를 벌였다. 간파쿠(関白) ・ 후지와라노 모로미치(藤原師通)는 야마토 겐지의 미나모토노 요리하루(源頼治)와 요시쓰나에게 명해 이를 실력으로 격퇴하였는데, 이때에도 히에이 산 엔랴쿠지(延暦寺) ・ 히요시 신사(日吉社)측의 신인(神人) ・ 대중(大衆)으로 사상자가 나왔고, 히에이 산 측은 조정에 대해 저주를 퍼부었다. 나아가 4년 뒤인 조토쿠(承徳) 3년(1099년) 6월에 당사자 모로미치가 38세로 사망하고, 조정은 히에이 산의 저주에 공포를 느꼈다. 이후 요시쓰나가 수령에 임관된 기록은 보이지 않는다.

### 죽음에 이르기까지
요시이에는 후3년의 역에서 10년이 지난 조토쿠(承徳) 2년(1098년)에 이르러,「今日左府候官奏給云々、是前陸奥守義家朝臣依済舊國公事、除目以前被忩行也（件事依有院御気色也）、左大史廣親候奏」라는 기록대로 시라카와 법황(白河法皇)의 의향으로 정월에 무쓰노타미 시절에 바치게 되어 있었던 관물 할당분을 완납할 수 있었고, 수령공과정도 통과해 4월의 소제목(小除目)에서 정4위하로 승진, 10월에는 인(院)에 승전하는 것도 허락되었다. 그러나 그 시라카와 법황의 이러한 요시이에에 대한 파격적인 우대는 당시 이미 형성되어 있던 귀족 사회의 가격(家格)에 얽매인 구교들은 반발했고 나카미카도 우대신(中御門右大臣)이라 불렸던 후지와라노 무네타다(藤原宗忠)는 그의 일기 『주우기』 조토쿠 2년 10월 23일조 이서(裏書)에 「요시이에 아손(義家朝臣)은 천하 제일의 무용(武勇)을 가진 무사다. 승전(昇殿)이 허락되는 것에 세상 사람들이 달가워하지 않는 자가 있을까. 그냥 말하지 않을 뿐이니」라고 적었다.
고와(康和) 3년(1101년) 7월 7일, 둘째 아들인 쓰시마노카미(対馬守) 요시치카(義親)가 진제이(鎮西)의 다자이노다이니(大宰大弐) ・ 오에노 마사후사(大江匡房)에게 고발당하고, 조정은 요시이에에게 요시쓰나 소환을 명했다. 그러나 요시이에가 이를 위해 파견했던 노토 슈토 스케미치(首藤資通)는 이듬해인 고와 4년(1102년) 2월 20일 요시치카와 함께 요시치카를 소환, 추궁하러 왔던 관리를 살해해버렸다. 12월 28일에 이르러 조정은 요시치카의 오키(隠岐) 유배와 스케미치의 투옥을 결정하였다.
『주우기』에 따르면 조지(長治) 원년(1104년) 10월 30일에 요시이에 ・ 요시쓰나 형제는 함께 엔랴쿠지(延暦寺) 악승 추포에 나섰는데, 이것이 요시이에의 마지막 공적 활약이었다. 가조 원년(1106년)에는 다른 아들인 요시쿠니(義国)가 숙부 미나모토노 요시미쓰(源義光) 등과 히타치(常陸)에서 합전을 벌였고, 6월 10일 요시이에에게 요시쿠니를 소환하라는 명이 내려졌다. 요시쿠니와 싸우던 요시미쓰、 다이라노 시게나리(平重幹) 등에게도 포박 명령이 내려진 가운데 요시이에는 7월 15일에 68세의 나이로 사망하였다. 다음날 후지와라노 무네타다(藤原宗忠)는 자신의 일기 『주우기』에 「무위(武威)가 천하에 가득하였던, 실로 이는 대장군(大将軍)에 어울리는 자였다」라고 추도하였다. 요시이에 사후 셋째 아들인 요시타다(源義忠)가 가독(家督)을 이어 가와치 겐지의 도료(棟梁)가 되었다.

### 요시이에 사후의 가와치 겐지
요시이에가 사망한 이듬해인 가조(嘉承) 2년(1107년) 12월 19일, 오키(隠岐)로 유배되어 있던 아들 미나모토노 요시치카가 이즈모 모쿠다이(目代)를 죽이고 주변 여러 구니에서 요시치카에 동조하려는 움직임이 나타났다. 시라카와인은 이즈모 인근 이나바노카미(因幡守)로써 인의 근신(近臣)이기도 했던 다이라노 마사모리(平正盛)에게 요시치카 추토를 명하였다. 이듬해인 덴닌(天仁) 원년(1108년) 1월 29일에 마사모리는 요시치카의 수급을 가지고 교토로 개선했고, 마사모리는 시라카와인의 측근으로써 각광을 받게 되었다. 이 날의 개선식을 후지와라노 무네타다(藤原宗忠)는 자신의 일기 『주우기』에서 「돌아가신 요시이에 아손(朝臣)은 지난날 무자(武者)의 장자로써 많은 죄 없는 사람을 죽였다고 한다. 그 남은 악이 마침내 자손에게 미친 것인가」라고 썼다.
덴닌 2년(1109년) 요시타다가 노토 다이라노 시게나리(平成幹)에게 암살되는 사건이 발생하였다. 범인은 요시쓰나의 아들인 요시아키라(義明)로 지목되어, 요시치카의 아들(요시타다의 동생이라고도) ・ 미나모토노 다메요시(源為義)가 요시쓰나 일족을 추토, 요시쓰나는 사도 섬(佐渡島)으로 유배되고 요시아키라는 살해되었다. 가와치 겐지의 가독은 다메요시가 이었으나 이후 겐지 세력은 일시 쇠퇴하였으며, 요시미쓰 ・ 요시쿠니(義国)나 요시타다의 아들 가와치노 쓰네쿠니(河内経国)、다메요시의 아들 요시토모(義朝) 등은 간토(関東)로 내려가 세력을 쌓아, 증손 미나모토노 요리토모(源頼朝)가 가마쿠라 막부(鎌倉幕府)를 세우는 토대가 되었다.

## 같이 보기
- 세이와 겐지
- 가와치 겐지
- 겐지 (씨족)
- 미나모토노 요리토모
- 아시카가 다카우지
- 도쿠가와 이에야스
- 미나모토노 요리노부
- 하치만 신